# 미스터트롯: 더 무비
《미스터트롯: 더 무비》는 2020년 공개된 대한민국의 콘서트 영화이다. 2020년 방영된 《내일은 미스터트롯》의 TOP7 중 김호중을 제외한 임영웅, 영탁, 이찬원, 정동원, 장민호, 김희재가 출연한다. 《내일은 미스터트롯》의 방영 내용, 2020년 8월 올림픽체조경기장에서 진행된 〈내일은 미스터트롯 대국민 감사콘서트 - 서울〉의 공연 실황, 인터뷰 등을 담고 있다.

## 출연
- 임영웅
- 영탁
- 이찬원
- 정동원
- 장민호
- 김희재